# Seny i sentiment
"Seny i sentiment" una de les novel·les més conegudes i estimades de Jane Austen, titulada en anglès "Sense and Sensibility" i publicada l'any 1811.
És una sàtira molt intel·ligent sobre els excessos del romanticisme, així com sobre les disposicions legals injustes que afectaven les dones. Va ser la primera de les novel·les que Austen va publicar, va aparèixer el 1811 anònimament.

## Resum de la trama
Arran de la mort sobtada del pare de família, les germanes Dashwood veuen profundament alterada la seva vida, fins aleshores alegre i despreocupada. Tot d’una queden totalment desemparades i han de marxar de la casa familiar, que ha passat per herència al seu germanastre.
Les dues germanes grans —l’Elinor, tranquil·la i prudent, i la Marianne, impulsiva i romàntica— s’enamoraran i experimentaran doloroses decepcions, però el seu patiment les ajudarà a comprendre’s millor, i a descobrir que, per ser realment felices, el seny ha de deixar pas al sentiment i el sentiment ha de cedir davant el seny. Les dues noies representen cadascuna les qualitats respectives de seny i sentiment, tot i que amb els matisos presents en el llenguatge narratiu d'Austen la germana assenyada també té sensibilitat i alhora la més romàntica també mostra la raó.

## Jane Austen
És una de les figures més importants de la literatura anglesa i també una de les més estimades. Les seves obres, entre les quals destaquen Seny i sentiment, Orgull i prejudici, Emma i Mansfield Park, són considerades grans clàssics de la literatura del segle xix.
La publicació de les seves obres va coincidir amb l'eclosió del romanticisme anglès, però Austen queda deliberadament fora d’aquest corrent pel seu realisme serè, i la seva actitud equilibrada davant la vida.
Amb un humor i una ironia finíssims, les novel·les de Jane Austen traspuen una dura crítica a la injustícia de què eren objecte les dones del seu temps, com a conseqüència de les lleis i els costums en matèria d’herència.

## Traduccions al català
- Austen, Jane. Seny i sentiment. Traducció: Xavier Pàmies Giménez.  La Magrana, 2004 (Les ales esteses, 163). ISBN 9788482645063.[2]
- Austen, Jane. Seny i sentiment. Traducció: Xavier Pàmies.  Barcelona: Viena edicions, febrer del 2021 (Club Victòria, 1). ISBN 978-84-17998-77-6.[3]

## Adaptacions cinematogràfiques
- Sentit i sensibilitat, pel·lícula britànica de l'any 1995, dirigida per Ang Lee. Emma Thompson va adaptar el guió basat en la novel·la, va guanyar l'Oscar al millor guió adaptat. Protagonitzada per Emma Thomson (Elionor), Kate Winslet (Marianne), Hugh Grant (Edward Ferrars), Alan Rickman (Coronel Brandon), Greg Wise (John Willoughby).[4]

- Sense and Sensibility, sèrie de la BBC del 2008, dirigida per Andrew Davies i protagonitzada per Hattie Morahan i Charity Wakefield.[5]